# 西氏跳岩䲁
西氏跳岩䲁（學名：Petroscirtes thepassii），為輻鰭魚綱鳚形目䲁科跳岩䲁屬的一種，分布於中西太平洋摩鹿加群島、新幾內亞、所羅門群島、帛琉與密克羅尼西亞聯邦的雅浦島海域，深度1至5公尺，背鰭硬棘10-11枚、背的軟條16-18枚，體長可達5.9公分，棲息在水淺的海草床，雌魚產附著性卵，雄魚有護卵行為，幼魚為浮游性，生活習性不明。